# ادگار فی
ادگار استوارت فی (۸ اکتبر ۱۹۰۸ – ۱۴ نوامبر ۲۰۰۹) یک قاضی اهل بریتانیا بود. او پسر سر سام فی بود، مدیر کل راه آهن مرکزی بزرگ و در دانشگاه مک گیل تحصیل کرده بود، و کالج پمبروک، کمبریج.